# Torneo Clausura 2014 Liga de Nuevos Talentos
El Torneo Clausura 2014 de la Liga de Nuevos Talentos fue el 34° torneo corto que cerró la LXIV temporada de la Segunda División. Contó con la participación de 29 equipos, al término del torneo sí hubo descenso a la Tercera División. El campeón de este torneo, Selva Cañera, se enfrentó al campeón del Torneo Apertura 2013, Pioneros de Cancún, en la final por el ascenso.

## Sistema de competición
El sistema de competición de este torneo es el mismo del Torneo Apertura 2013. Este se desarrolla en dos fases:
- Fase de calificación: que se integra por las 15 jornadas del torneo.
- Fase final: que se integra por los partidos de ida y vuelta en rondas de cuartos de final, de semifinal y final.

### Fase de calificación
En la fase de calificación se observará el sistema de puntos. La ubicación en la tabla general está sujeta a lo siguiente:
- Por juego ganado se obtendrán tres puntos.
- Por juego empatado se obtendrá un punto. (se juegan en penales el punto extra)
- Por juego perdido no se otorgan puntos.

En esta fase participan los 31 Clubes de la Liga de Nuevos Talentos jugando en cada grupo todos contra todos durante las jornadas respectivas, a un solo partido.
El orden de los clubes al final de la Fase de Calificación del torneo corresponderá a la suma de los puntos obtenidos por cada uno de ellos y se presentará en forma descendente. Si al finalizar las 15 jornadas del torneo, dos o más clubes estuviesen empatados en puntos, su posición en la Tabla general será determinada atendiendo a los siguientes criterios de desempate:
1. Mejor diferencia entre los goles anotados y recibidos.
2. Mayor número de goles anotados.
3. Marcadores particulares entre los Clubes empatados.
4. Mayor número de goles anotados como visitante.
5. Mejor ubicado en la Tabla general de cociente.
6. Tabla Fair Play.
7. Sorteo.

Para determinar los lugares que ocuparán los Clubes que participen en la Fase final del Torneo se tomará como base la Tabla general de clasificación.
Participan automáticamente por el título de Campeón de la Liga de Nuevos Talentos los primeros 4 lugares de cada grupo (8 en total), los siguientes 4 de cada grupo participarán en el torneo de Copa de la Liga de Nuevos Talentos.

### Fase final
Los ocho clubes calificados para esta fase del torneo serán reubicados de acuerdo con el lugar que ocupen en la Tabla general al término de la jornada 15, con el puesto del número uno al club mejor clasificado, y así hasta el #8. Los partidos a esta fase se desarrollarán a visita, en las siguientes etapas:
- Cuartos de final
- Semifinales
- Final

Los clubes vencedores en los partidos de cuartos de final y semifinal serán aquellos que en los dos juegos anoten el mayor número de goles. De existir empate en el número de goles anotados, la posición se definirá a favor del club con mayor cantidad de goles a favor cuando actúe como visitante.
Si una vez aplicado el criterio anterior los clubes siguieran empatados, se observará la posición de los clubes en la tabla general de clasificación.
Los partidos correspondientes a la fase final se jugarán obligatoriamente los días miércoles y sábado, y jueves y domingo eligiendo, en su caso, exclusivamente en forma descendente, los cuatro Clubes mejor clasificados en la Tabla general al término de la jornada 15, el día y horario de su partido como local. Los siguientes cuatro Clubes podrán elegir únicamente el horario.
El Club vencedor de la Final y por lo tanto Campeón, será aquel que en los dos partidos anote el mayor número de goles. Si al término del tiempo reglamentario el partido está empatado, se agregarán dos tiempos extras de 15 minutos cada uno. De persistir el empate en estos periodos, se procederá a lanzar tiros penales hasta que resulte un vencedor.
Los partidos de Cuartos de final se jugarán de la siguiente manera:
En las Semifinales participarán los cuatro Clubes vencedores de Cuartos de final, reubicándolos del uno al cuatro, de acuerdo a su mejor posición en la Tabla general de clasificación al término de la jornada 15 del Torneo correspondiente, enfrentándose:
Disputarán el título de Campeón de los Torneos de Apertura 2013 y Clausura 2014 los dos clubes vencedores de la fase semifinal correspondiente, reubicándolos del uno al dos, de acuerdo a su mejor posición en la Tabla general de clasificación al término de las jornadas de cada torneo.

## Equipos participantes

### Equipos por entidad federativa
| Entidad Federativa | N.º | Equipos                                                              |
| ------------------ | --- | -------------------------------------------------------------------- |
| Michoacán          | 3   | La Piedad, Zitácuaro y Zorros de la UMSNH                            |
| Hidalgo            | 3   | Centro Universitario del Fútbol, Garzas UAEH y Titanes de Tulancingo |
| Jalisco            | 3   | Académicos, Chivas Rayadas y Deportivo San Juan                      |
| Ciudad de México   | 2   | América Coapa y Pumas Naucalpan                                      |
| Morelos            | 2   | Cuautla y Selva Cañera                                               |
| Tamaulipas         | 2   | Promesas Altamira y Topos de Reynosa                                 |
| Aguascalientes     | 1   | Necaxa "B"                                                           |
| Campeche           | 1   | Cañoneros                                                            |
| Chiapas            | 1   | Atlético Chiapas                                                     |
| Durango            | 1   | Calor                                                                |
| Estado de México   | 1   | Deportivo Chimalhuacán                                               |
| Guanajuato         | 1   | Celaya "B"                                                           |
| Nuevo León         | 1   | Cachorros UANL                                                       |
| Oaxaca             | 1   | Alebrijes "B"                                                        |
| Puebla             | 1   | Lobos Prepa                                                          |
| Quintana Roo       | 1   | Pioneros                                                             |
| San Luis Potosí    | 1   | Atlético San Luis "B"                                                |
| Sinaloa            | 1   | Santos Los Mochis                                                    |
| Tabasco            | 1   | Atlante Tabasco                                                      |
| Zacatecas          | 1   | Fresnillo                                                            |

### Zona I
| - Alebrijes - America Coapa - Atlético Tabasco - Atlético Chiapas - Cañoñeros de Campeche - Centro Universitario del Fútbol - Club Deportivo Cuautla - Deportivo Nuevo Chimalhuacán |  | - Lobos Prepa - Pioneros de Cancún - Pumas Naucalpan - Selva Cañera - Titanes de Tulancingo - Universitario Hidalguense - Potros Zitácuaro |

#### Información sobre equipos participantes
| Nombre                                | Ciudad                        | Estadio                         | Filial              |
| ------------------------------------- | ----------------------------- | ------------------------------- | ------------------- |
| Alebrijes de Oaxaca B                 | Oaxaca, Oaxaca                | Benito Juárez                   | Alebrijes de Oaxaca |
| América Coapa                         | Ciudad de México              | Instalaciones Club América      | América             |
| Archivo:TabascoFC.png Atlante Tabasco | Villahermosa, Tabasco         | CAR Atlante Tabasco             | Atlante             |
| Atlético Chiapas                      | Tuxtla Gutiérrez, Chiapas     | Víctor Manuel Reyna             | Chiapas FC          |
| Cañoneros de Campeche                 | Campeche, Campeche            | Universitario Campeche          | X                   |
| Centro Universitario del Fútbol       | San Agustín Tlaxiaca, Hidalgo | Universidad del Fútbol Cancha 3 | Pachuca             |
| Cuautla                               | Cuautla, Morelos              | Isidro Gil Tapia                | X                   |
| Deportivo Nuevo Chimalhuacán          | Chimalhuacán, México          | Tepalcates                      | X                   |
| Lobos Prepa                           | Puebla, Puebla                | Olímpico de la BUAP             | Lobos BUAP          |
| Pioneros de Cancún                    | Cancún, Quintana Roo          | Cancún 86                       | X                   |
| Pumas Naucalpan                       | Ciudad de México              | La Cantera                      | Pumas UNAM          |
| Selva Cañera                          | Zacatepec, Morelos            | Mariano Matamoros               | Selva Cañera        |
| Titanes de Tulancingo                 | Tulancingo, Hidalgo           | Primero de Mayo                 | Pachuca             |
| Universitario Hidalguense             | Pachuca, Hidalgo              | Instalaciones de La Higa        | X                   |
| Zitácuaro                             | Zitácuaro, Michoacán          | Ignacio López Rayón             | X                   |

### Zona II
| - 1 Académicos de Atlas - 2 Santos de Soledad - 3 Cachorros de la UANL - 4 Calor de San Pedro - 5 Celaya B - 6 Chivas Rayadas - 7 Deportivo San Juan |  | - 8 Mineros de Fresnillo F.C. - 9 Deportivo Universidad Michoacana - 10 Necaxa B - 11 Promesas de Altamira - 12 Reboceros de la Piedad - 13 Santos Los Mochis - 14 Topos de Reynosa |

#### Información sobre los equipos participantes
| Nombre                           | Ciudad                           | Estadio                                   | Filial            |
| -------------------------------- | -------------------------------- | ----------------------------------------- | ----------------- |
| Académicos de Atlas              | Zapopan, Jalisco                 | Alfredo "Pistache" Torres (Atlas Colomos) | Atlas FC          |
| Atlético San Luis B              | San Luis Potosí, San Luis Potosí | Plan de San Luis                          | Atlético San Luis |
| Cachorros UANL                   | General Zuazua, Nuevo León       | Instalaciones de Zuazua                   | Tigres UANL       |
| Calor                            | Gómez Palacio, Durango           | Unidad Deportiva Gómez Palacio            | X                 |
| Celaya B                         | Celaya, Guanajuato               | Complejo Deportivo Brígido Vargas         | Celaya FC         |
| Chivas Rayadas                   | Zapopan, Jalisco                 | Verde Valle                               | Guadalajara       |
| Deportivo San Juan               | San Juan de los Lagos, Jalisco   | Antonio R. Márquez                        | X                 |
| Deportivo Universidad Michoacana | Morelia, Michoacán               | Olímpico de la UMSNH                      | X                 |
| La Piedad                        | La Piedad, Michoacán             | Juan Nepomuceno López                     | X                 |
| Mineros de Fresnillo             | Fresnillo, Zacatecas             | Unidad Deportiva Minera Fresnillo         | X                 |
| Necaxa B                         | Aguascalientes, Aguascalientes   | Victoria                                  | Necaxa            |
| Promesas Altamira                | Altamira, Tamaulipas             | Deportivo Sur de Tamaulipas               | Altamira FC       |
| Santos (Los Mochis)              | Los Mochis, Sinaloa              | Centenario                                | Santos Laguna     |
| Topos de Reynosa                 | Reynosa, Tamaulipas              | Reynosa                                   | Reynosa FC        |

## Grupos

### Grupo 1
| Pos. | Equipo                          | Pts. | PJ | G  | E | P  | GF | GC | Dif. | Clasificación         |
| ---- | ------------------------------- | ---- | -- | -- | - | -- | -- | -- | ---- | --------------------- |
| 1    | Selva Cañera (C)                | 35   | 14 | 11 | 0 | 3  | 31 | 12 | +19  | Liguilla de ascenso   |
| 2    | Pumas Naucalpan                 | 34   | 14 | 10 | 2 | 2  | 28 | 15 | +13  | Liguilla de copa      |
| 3    | Titanes de Tulancingo           | 33   | 14 | 8  | 3 | 3  | 31 | 15 | +16  | Liguilla de ascenso   |
| 4    | América Coapa                   | 33   | 14 | 9  | 2 | 3  | 30 | 17 | +13  | Liguilla de copa      |
| 5    | Cuautla                         | 29   | 14 | 9  | 0 | 5  | 25 | 18 | +7   | Liguilla de ascenso   |
| 6    | Pioneros de Cancún              | 26   | 14 | 7  | 4 | 3  | 31 | 17 | +14  | Liguilla de ascenso   |
| 7    | Centro Universitario del Fútbol | 22   | 14 | 6  | 2 | 6  | 37 | 27 | +10  | Liguilla de copa      |
| 8    | Lobos Prepa                     | 21   | 14 | 6  | 1 | 7  | 30 | 25 | +5   | Liguilla de copa      |
| 9    | Cañoneros de Campeche           | 21   | 14 | 6  | 3 | 5  | 15 | 12 | +3   |                       |
| 10   | Zitácuaro                       | 18   | 14 | 5  | 2 | 7  | 21 | 27 | −6   |                       |
| 11   | Alebrijes de Oaxaca "B"         | 16   | 14 | 5  | 1 | 8  | 18 | 18 | 0    |                       |
| 12   | Universidad Autónoma de Hidalgo | 16   | 14 | 3  | 5 | 6  | 17 | 24 | −7   |                       |
| 13   | Atlético Chiapas                | 11   | 14 | 3  | 2 | 9  | 17 | 28 | −11  |                       |
| 14   | Deportivo Nuevo Chimalhuacán    | 11   | 14 | 3  | 1 | 10 | 15 | 31 | −16  |                       |
| 15   | Atlante Tabasco (D)             | 0    | 14 | 0  | 0 | 14 | 4  | 64 | −60  | Descenso de Categoría |

 Fuente: SoccerWay

### Grupo 2
| Pos. | Equipo                           | Pts. | PJ | G  | E | P | GF | GC | Dif. | Clasificación       |
| ---- | -------------------------------- | ---- | -- | -- | - | - | -- | -- | ---- | ------------------- |
| 1    | Chivas Rayadas                   | 34   | 13 | 10 | 1 | 2 | 35 | 11 | +24  | Liguilla de copa    |
| 2    | Académicos de Atlas              | 32   | 13 | 7  | 4 | 2 | 28 | 16 | +12  | Liguilla de copa    |
| 3    | Calor de San Pedro               | 24   | 13 | 6  | 5 | 2 | 27 | 15 | +12  | Liguilla de ascenso |
| 4    | Atlético San Luis "B"            | 23   | 13 | 6  | 5 | 2 | 18 | 13 | +5   | Liguilla de ascenso |
| 5    | Santos Los Mochis                | 23   | 13 | 6  | 4 | 3 | 12 | 12 | 0    | Liguilla de ascenso |
| 6    | Deportivo San Juan               | 22   | 13 | 6  | 2 | 5 | 24 | 24 | 0    | Liguilla de ascenso |
| 7    | Necaxa "B"                       | 19   | 13 | 5  | 4 | 4 | 24 | 13 | +11  | Liguilla de copa    |
| 8    | Celaya "B"                       | 17   | 13 | 4  | 3 | 6 | 20 | 22 | −2   | Liguilla de copa    |
| 9    | La Piedad                        | 17   | 13 | 4  | 3 | 6 | 16 | 21 | −5   |                     |
| 10   | Cachorros de la UANL             | 15   | 13 | 3  | 4 | 6 | 19 | 25 | −6   |                     |
| 11   | Topos de Reynosa                 | 13   | 13 | 2  | 5 | 6 | 12 | 16 | −4   |                     |
| 12   | Promesas Altamira                | 12   | 13 | 3  | 3 | 7 | 11 | 30 | −19  |                     |
| 13   | Deportivo Universidad Michoacana | 11   | 13 | 2  | 4 | 7 | 14 | 23 | −9   |                     |
| 14   | Mineros de Fresnillo             | 8    | 13 | 1  | 5 | 7 | 15 | 30 | −15  |                     |

 Fuente: SoccerWay

## Tabla general
| Pos. | Equipo                           | Pts. | PJ | G  | E | P  | GF | GC | Dif. | Clasificación         |
| ---- | -------------------------------- | ---- | -- | -- | - | -- | -- | -- | ---- | --------------------- |
| 1    | Selva Cañera (C)                 | 35   | 14 | 11 | 0 | 3  | 31 | 12 | +19  | Liguilla de ascenso   |
| 2    | Chivas Rayadas                   | 34   | 13 | 10 | 1 | 2  | 35 | 11 | +24  | Liguilla de copa      |
| 3    | Pumas Naucalpan                  | 34   | 14 | 10 | 2 | 2  | 28 | 15 | +13  | Liguilla de copa      |
| 4    | Titanes de Tulancingo            | 33   | 14 | 8  | 3 | 3  | 31 | 15 | +16  | Liguilla de ascenso   |
| 5    | América Coapa                    | 33   | 14 | 9  | 2 | 3  | 30 | 17 | +13  | Liguilla de copa      |
| 6    | Académicos de Atlas              | 32   | 13 | 7  | 4 | 2  | 28 | 16 | +12  | Liguilla de copa      |
| 7    | Cuautla                          | 29   | 14 | 9  | 0 | 5  | 25 | 18 | +7   | Liguilla de ascenso   |
| 8    | Pioneros de Cancún               | 26   | 14 | 7  | 4 | 3  | 31 | 17 | +14  | Liguilla de ascenso   |
| 9    | Calor de San Pedro               | 24   | 13 | 6  | 5 | 2  | 27 | 15 | +12  | Liguilla de ascenso   |
| 10   | Atlético San Luis "B"            | 23   | 13 | 6  | 5 | 2  | 18 | 13 | +5   | Liguilla de ascenso   |
| 11   | Santos Los Mochis                | 23   | 13 | 6  | 4 | 3  | 12 | 12 | 0    | Liguilla de ascenso   |
| 12   | Centro Universitario del Fútbol  | 22   | 14 | 6  | 2 | 6  | 37 | 27 | +10  | Liguilla de copa      |
| 13   | Deportivo San Juan               | 22   | 13 | 6  | 2 | 5  | 24 | 24 | 0    | Liguilla de ascenso   |
| 14   | Lobos Prepa                      | 21   | 14 | 6  | 1 | 7  | 30 | 25 | +5   | Liguilla de copa      |
| 15   | Cañoneros de Campeche            | 21   | 14 | 6  | 3 | 5  | 15 | 12 | +3   |                       |
| 16   | Necaxa "B"                       | 19   | 13 | 5  | 4 | 4  | 24 | 13 | +11  | Liguilla de copa      |
| 17   | Zitácuaro                        | 18   | 14 | 5  | 2 | 7  | 21 | 27 | −6   |                       |
| 18   | Celaya "B"                       | 17   | 13 | 4  | 3 | 6  | 20 | 22 | −2   | Liguilla de copa      |
| 19   | La Piedad                        | 17   | 13 | 4  | 3 | 6  | 16 | 21 | −5   |                       |
| 20   | Alebrijes de Oaxaca "B"          | 16   | 14 | 5  | 1 | 8  | 18 | 18 | 0    |                       |
| 21   | Universidad Autónoma de Hidalgo  | 16   | 14 | 3  | 5 | 6  | 17 | 24 | −7   |                       |
| 22   | Cachorros de la UANL             | 15   | 13 | 3  | 4 | 6  | 19 | 25 | −6   |                       |
| 23   | Topos de Reynosa                 | 13   | 13 | 2  | 5 | 6  | 12 | 16 | −4   |                       |
| 24   | Promesas Altamira                | 12   | 13 | 3  | 3 | 7  | 11 | 30 | −19  |                       |
| 25   | Deportivo Universidad Michoacana | 11   | 13 | 2  | 4 | 7  | 14 | 23 | −9   |                       |
| 26   | Atlético Chiapas                 | 11   | 14 | 3  | 2 | 9  | 17 | 28 | −11  |                       |
| 27   | Deportivo Nuevo Chimalhuacán     | 11   | 14 | 3  | 1 | 10 | 15 | 31 | −16  |                       |
| 28   | Mineros de Fresnillo             | 8    | 13 | 1  | 5 | 7  | 15 | 30 | −15  |                       |
| 29   | Atlante Tabasco (D)              | 0    | 14 | 0  | 0 | 14 | 4  | 64 | −60  | Descenso de Categoría |

 Fuente: SoccerWay

## Torneo Regular
- Los horarios son correspondientes al Tiempo del Centro de México (UTC-6 y UTC-5 en horario de verano).

| ZONA I                          |          |                                       |                                   |                       |                       |
| Universitario Hidalguense       | 1-1      | Pumas Naucalpan                       | Instalaciones de La Higa          | 10 de enero           | 12:00                 |
| Titanes de Tulancingo           | 0-2      | Selva Cañera                          | Primero de Mayo                   | 10 de enero           | 15:00                 |
| Zitácuaro                       | 2-1      | Atlético Chiapas                      | Ignacio López Rayón               | 11 de enero           | 15:00                 |
| Deportivo Nuevo Chimalhuacán    | 3-1      | Lobos Prepa                           | Tepalcates                        | 11 de enero           | 16:00                 |
| Alebrijes de Oaxaca B           | 4-0      | Archivo:TabascoFC.png Atlante Tabasco | Benito Juárez                     | 12 de enero           | 16:00                 |
| Cuautla                         | 0-1      | Pioneros de Cancún                    | Isidro Gil Tapia                  | 12 de enero           | 16:00                 |
| Centro Universitario del Fútbol | 1-3      | América Coapa                         | Universidad del Fútbol Cancha 3   | 25 de marzo           | 10:00                 |
| DESCANSO                        | DESCANSO | Cañoneros de Campeche                 | Cañoneros de Campeche             | Cañoneros de Campeche | Cañoneros de Campeche |
| ZONA II                         |          |                                       |                                   |                       |                       |
| Académicos                      | 3-0      | La Piedad                             | Alfredo "Pistache" Torres         | 24 de enero           | 10:00                 |
| Deportivo San Juan              | 1-0      | Topos de Reynosa                      | Antonio R. Márquez                | 24 de enero           | 20:00                 |
| Necaxa B                        | 1-1      | Mineros de Fresnillo                  | Victoria                          | 25 de enero           | 12:00                 |
| Calor                           | 1-0      | Dep. Universidad Michoacana           | Unidad Deportiva Gómez Palacio    | 25 de enero           | 16:00                 |
| Atlético San Luis B             | 1-1      | Promesas Altamira                     | Plan de San Luis                  | 25 de enero           | 16:00                 |
| Santos (Los Mochis)             | 0-0      | Cachorros UANL                        | Centenario                        | 25 de enero           | 19:00                 |
| Celaya B                        | 1-3      | Chivas Rayadas                        | Complejo Deportivo Brígido Vargas | 25 de marzo           | 20:00                 |

| ZONA I                                |          |                                 |                                   |                 |                 |
| América Coapa                         | 3-2      | Alebrijes de Oaxaca B           | Instalaciones Club América        | 17 de enero     | 11:00           |
| Lobos Prepa                           | 2-4      | Titanes de Tulancingo           | Olímpico de la BUAP               | 18 de enero     | 12:00           |
| Archivo:TabascoFC.png Atlante Tabasco | 0-3      | Universitario Hidalguense       | CAR Atlante Tabasco               | 18 de enero     | 15:00           |
| Cañoneros de Campeche                 | 0-1      | Cuautla                         | Universitario Campeche            | 18 de enero     | 15:00           |
| Pioneros de Cancún                    | 2-1      | Zitácuaro                       | Cancún 86                         | 18 de enero     | 15:00           |
| Selva Cañera                          | 2-1      | Centro Universitario del Fútbol | Mariano Matamoros                 | 19 de enero     | 16:00           |
| Atlético Chiapas                      | 2-0      | Deportivo Nuevo Chimalhuacán    | Víctor Manuel Reyna               | 20 de enero     | 20:00           |
| DESCANSO                              | DESCANSO | Pumas Naucalpan                 | Pumas Naucalpan                   | Pumas Naucalpan | Pumas Naucalpan |
| ZONA II                               |          |                                 |                                   |                 |                 |
| Dep. Universidad Michoacana           | 1-1      | Deportivo San Juan              | Olímpico de la UMSNH              | 31 de enero     | 16:00           |
| Cachorros UANL                        | 2-1      | Celaya B                        | Instalaciones de Zuazua           | 1 de febrero    | 10:00           |
| Topos de Reynosa                      | 0-1      | Santos (Los Mochis)             | Reynosa                           | 1 de febrero    | 10:00           |
| Atlético San Luis B                   | 1-0      | La Piedad                       | Plan de San Luis                  | 1 de febrero    | 16:00           |
| Promesas Altamira                     | 2-8      | Calor                           | Deportivo Sur de Tamaulipas       | 2 de febrero    | 11:00           |
| Mineros de Fresnillo                  | 2-2      | Académicos                      | Unidad Deportiva Minera Fresnillo | 25 de febrero   | 19:00           |
| Chivas Rayadas                        | 1-1      | Necaxa B                        | Verde Valle                       | 5 de marzo      | 16:00           |

| ZONA I                          |          |                                       |                                   |                           |                           |
| Centro Universitario del Fútbol | 2-1      | Lobos Prepa                           | Universidad del Fútbol Cancha 3   | 24 de enero               | 11:00                     |
| América Coapa                   | 2-0      | Archivo:TabascoFC.png Atlante Tabasco | Instalaciones Club América        | 24 de enero               | 11:00                     |
| Titanes de Tulancingo           | 3-0      | Atlético Chiapas                      | Primero de Mayo                   | 24 de enero               | 15:00                     |
| Zitácuaro                       | 2-1      | Cañoneros de Campeche                 | Ignacio López Rayón               | 25 de enero               | 15:00                     |
| Deportivo Nuevo Chimalhuacán    | 1-1      | Pioneros de Cancún                    | Tepalcates                        | 25 de enero               | 16:00                     |
| Alebrijes de Oaxaca B           | 0-1      | Selva Cañera                          | Benito Juárez                     | 26 de enero               | 16:00                     |
| Cuautla                         | 1-2      | Pumas Naucalpan                       | Isidro Gil Tapia                  | 26 de enero               | 16:00                     |
| DESCANSO                        | DESCANSO | Universitario Hidalguense             | Universitario Hidalguense         | Universitario Hidalguense | Universitario Hidalguense |
| ZONA II                         |          |                                       |                                   |                           |                           |
| Académicos                      | 1-4      | Chivas Rayadas                        | Alfredo "Pistache" Torres         | 7 de febrero              | 10:00                     |
| Dep. Universidad Michoacana     | 2-1      | Topos de Reynosa                      | Olímpico de la UMSNH              | 7 de febrero              | 16:00                     |
| Deportivo San Juan              | 3-1      | Promesas Altamira                     | Antonio R. Márquez                | 7 de febrero              | 20:00                     |
| Necaxa B                        | 4-1      | Cachorros UANL                        | Victoria                          | 8 de febrero              | 12:00                     |
| Atlético San Luis B             | 2-0      | Mineros de Fresnillo                  | Plan de San Luis                  | 8 de febrero              | 16:00                     |
| Calor                           | 1-1      | La Piedad                             | Unidad Deportiva Gómez Palacio    | 8 de febrero              | 16:00                     |
| Celaya B                        | 1-1      | Santos (Los Mochis)                   | Complejo Deportivo Brígido Vargas | 9 de febrero              | 16:00                     |

| ZONA I                    |          |                                       |                                       |                                       |                                       |
| Universitario Hidalguense | 0-1      | Cuautla                               | Instalaciones de La Higa              | 31 de enero                           | 11:00                                 |
| Pumas Naucalpan           | 1-1      | Zitácuaro                             | La Cantera                            | 31 de enero                           | 12:00                                 |
| Lobos Prepa               | 2-0      | Alebrijes de Oaxaca B                 | Olímpico de la BUAP                   | 1 de febrero                          | 12:00                                 |
| Cañoneros de Campeche     | 3-1      | Deportivo Nuevo Chimalhuacán          | Universitario Campeche                | 1 de febrero                          | 15:00                                 |
| Pioneros de Cancún        | 0-2      | Titanes de Tulancingo                 | Cancún 86                             | 1 de febrero                          | 15:00                                 |
| Atlético Chiapas          | 1-1      | Centro Universitario del Fútbol       | Víctor Manuel Reyna                   | 2 de febrero                          | 12:00                                 |
| Selva Cañera              | 2-1      | América Coapa                         | Mariano Matamoros                     | 2 de febrero                          | 16:00                                 |
| DESCANSO                  | DESCANSO | Archivo:TabascoFC.png Atlante Tabasco | Archivo:TabascoFC.png Atlante Tabasco | Archivo:TabascoFC.png Atlante Tabasco | Archivo:TabascoFC.png Atlante Tabasco |
| ZONA II                   |          |                                       |                                       |                                       |                                       |
| Chivas Rayadas            | 3-0      | Atlético San Luis B                   | Verde Valle                           | 14 de febrero                         | 12:00                                 |
| Cachorros UANL            | 2-4      | Académicos                            | Instalaciones de Zuazua               | 15 de febrero                         | 10:00                                 |
| Topos de Reynosa          | 0-1      | Celaya B                              | Reynosa                               | 15 de febrero                         | 10:00                                 |
| Santos (Los Mochis)       | 1-0      | Necaxa B                              | Centenario                            | 15 de febrero                         | 19:00                                 |
| La Piedad                 | 0-3      | Deportivo San Juan                    | Juan Nepomuceno López                 | 15 de febrero                         | 19:00                                 |
| Mineros de Fresnillo      | 1-1      | Calor                                 | Unidad Deportiva Minera Fresnillo     | 15 de febrero                         | 19:00                                 |
| Promesas Altamira         | 2-1      | Dep. Universidad Michoacana           | Deportivo Sur de Tamaulipas           | 16 de febrero                         | 11:00                                 |

| ZONA I                          |          |                                       |                                 |               |         |
| América Coapa                   | 3-1      | Lobos Prepa                           | Instalaciones Club América      | 7 de febrero  | 11:00   |
| Titanes de Tulancingo           | 0-0      | Cañoneros de Campeche                 | Primero de Mayo                 | 7 de febrero  | 15:00   |
| Centro Universitario del Fútbol | 3-3      | Pioneros de Cancún                    | Universidad del Fútbol Cancha 3 | 8 de febrero  | 11:00   |
| Zitácuaro                       | 1-1      | Universitario Hidalguense             | Ignacio López Rayón             | 8 de febrero  | 15:00   |
| Alebrijes de Oaxaca B           | 1-0      | Atlético Chiapas                      | Benito Juárez                   | 9 de febrero  | 16:00   |
| Selva Cañera                    | 8-0      | Archivo:TabascoFC.png Atlante Tabasco | Mariano Matamoros               | 9 de febrero  | 16:00   |
| Deportivo Nuevo Chimalhuacán    | 0-4      | Pumas Naucalpan                       | Tepalcates                      | 18 de febrero | 16:00   |
| DESCANSO                        | DESCANSO | Cuautla                               | Cuautla                         | Cuautla       | Cuautla |
| ZONA II                         |          |                                       |                                 |               |         |
| Académicos                      | 3-0      | Santos (Los Mochis)                   | Alfredo "Pistache" Torres       | 21 de febrero | 10:00   |
| Dep. Universidad Michoacana     | 1-2      | La Piedad                             | Olímpico de la UMSNH            | 21 de febrero | 16:00   |
| Deportivo San Juan              | 2-2      | Mineros de Fresnillo                  | Antonio R. Márquez              | 21 de febrero | 20:00   |
| Necaxa B                        | 2-1      | Celaya B                              | Victoria                        | 22 de febrero | 12:00   |
| Atlético San Luis B             | 3-1      | Cachorros UANL                        | Plan de San Luis                | 22 de febrero | 16:00   |
| Calor                           | 2-0      | Chivas Rayadas                        | Unidad Deportiva Gómez Palacio  | 22 de febrero | 16:00   |
| Promesas Altamira               | 1-1      | Topos de Reynosa                      | Deportivo Sur de Tamaulipas     | 23 de febrero | 11:00   |

| ZONA I                                |          |                                 |                                   |               |           |
| Universitario Hidalguense             | 2-1      | Deportivo Nuevo Chimalhuacán    | Instalaciones de La Higa          | 14 de febrero | 11:00     |
| Pumas Naucalpan                       | 2-1      | Titanes de Tulancingo           | La Cantera                        | 14 de febrero | 12:00     |
| Lobos Prepa                           | 0-2      | Selva Cañera                    | Olímpico de la BUAP               | 15 de febrero | 12:00     |
| Cañoneros de Campeche                 | 2-3      | Centro Universitario del Fútbol | Universitario Campeche            | 15 de febrero | 15:00     |
| Pioneros de Cancún                    | 2-1      | Alebrijes de Oaxaca B           | Cancún 86                         | 15 de febrero | 15:00     |
| Atlético Chiapas                      | 3-3      | América Coapa                   | Víctor Manuel Reyna               | 16 de febrero | 12:00     |
| Archivo:TabascoFC.png Atlante Tabasco | 1-4      | Cuautla                         | CAR Atlante Tabasco               | 16 de febrero | 15:00     |
| DESCANSO                              | DESCANSO | Zitácuaro                       | Zitácuaro                         | Zitácuaro     | Zitácuaro |
| ZONA II                               |          |                                 |                                   |               |           |
| Chivas Rayadas                        | 5-0      | Deportivo San Juan              | Verde Valle                       | 27 de febrero | 12:00     |
| Cachorros UANL                        | 2-2      | Calor                           | Instalaciones de Zuazua           | 1 de marzo    | 10:00     |
| Topos de Reynosa                      | 2-0      | Necaxa B                        | Reynosa                           | 1 de marzo    | 10:00     |
| Santos (Los Mochis)                   | 1-1      | Atlético San Luis B             | Centenario                        | 1 de marzo    | 19:00     |
| Mineros de Fresnillo                  | 1-1      | Dep. Universidad Michoacana     | Unidad Deportiva Minera Fresnillo | 1 de marzo    | 19:00     |
| La Piedad                             | 2-0      | Promesas Altamira               | Juan Nepomuceno López             | 1 de marzo    | 19:00     |
| Celaya B                              | 0-2      | Académicos                      | Complejo Deportivo Brígido Vargas | 2 de marzo    | 16:00     |

| ZONA I                          |          |                                       |                                 |                              |                              |
| Centro Universitario del Fútbol | 1-2      | Pumas Naucalpan                       | Universidad del Fútbol Cancha 3 | 21 de febrero                | 11:00                        |
| América Coapa                   | 3-1      | Pioneros de Cancún                    | Instalaciones Club América      | 21 de febrero                | 11:00                        |
| Titanes de Tulancingo           | 2-2      | Universitario Hidalguense             | Primero de Mayo                 | 21 de febrero                | 15:00                        |
| Lobos Prepa                     | 5-0      | Archivo:TabascoFC.png Atlante Tabasco | Olímpico de la BUAP             | 22 de febrero                | 12:00                        |
| Zitácuaro                       | 1-2      | Cuautla                               | Ignacio López Rayón             | 22 de febrero                | 15:00                        |
| Alebrijes de Oaxaca B           | 0-1      | Cañoneros de Campeche                 | Benito Juárez                   | 23 de febrero                | 16:00                        |
| Selva Cañera                    | 4-1      | Atlético Chiapas                      | Mariano Matamoros               | 23 de febrero                | 16:00                        |
| DESCANSO                        | DESCANSO | Deportivo Nuevo Chimalhuacán          | Deportivo Nuevo Chimalhuacán    | Deportivo Nuevo Chimalhuacán | Deportivo Nuevo Chimalhuacán |
| ZONA II                         |          |                                       |                                 |                              |                              |
| Dep. Universidad Michoacana     | 0-1      | Chivas Rayadas                        | Olímpico de la UMSNH            | 7 de marzo                   | 16:00                        |
| Deportivo San Juan              | 3-2      | Cachorros UANL                        | Antonio R. Márquez              | 7 de marzo                   | 20:00                        |
| Académicos                      | 2-2      | Necaxa B                              | Alfredo "Pistache" Torres       | 8 de marzo                   | 10:00                        |
| Atlético San Luis B             | 3-3      | Celaya B                              | Plan de San Luis                | 8 de marzo                   | 16:00                        |
| Calor                           | 3-0      | Santos (Los Mochis)                   | Unidad Deportiva Gómez Palacio  | 8 de marzo                   | 16:00                        |
| La Piedad                       | 1-1      | Topos de Reynosa                      | Juan Nepomuceno López           | 8 de marzo                   | 19:00                        |
| Promesas Altamira               | 2-0      | Mineros de Fresnillo                  | Deportivo Sur de Tamaulipas     | 9 de marzo                   | 11:00                        |

| ZONA I                                |          |                                 |                                   |                       |                       |
| Universitario Hidalguense             | 2-1      | Centro Universitario del Fútbol | Instalaciones de La Higa          | 28 de febrero         | 11:00                 |
| Pumas Naucalpan                       | 2-1      | Alebrijes de Oaxaca B           | La Cantera                        | 28 de febrero         | 12:00                 |
| Atlético Chiapas                      | 0-2      | Lobos Prepa                     | Víctor Manuel Reyna               | 1 de marzo            | 12:00                 |
| Archivo:TabascoFC.png Atlante Tabasco | 0-3      | Zitácuaro                       | CEFOR Atlante Tabasco             | 1 de marzo            | 15:00                 |
| Cañoneros de Campeche                 | 1-0      | América Coapa                   | Universitario Campeche            | 1 de marzo            | 15:00                 |
| Pioneros de Cancún                    | 2-0      | Selva Cañera                    | Cancún 86                         | 1 de marzo            | 15:00                 |
| Cuautla                               | 4-0      | Deportivo Nuevo Chimalhuacán    | Isidro Gil Tapia                  | 2 de marzo            | 16:00                 |
| DESCANSO                              | DESCANSO | Titanes de Tulancingo           | Titanes de Tulancingo             | Titanes de Tulancingo | Titanes de Tulancingo |
| ZONA II                               |          |                                 |                                   |                       |                       |
| Chivas Rayadas                        | 4-0      | Promesas Altamira               | Verde Valle                       | 14 de marzo           | 12:00                 |
| Topos de Reynosa                      | 0-3      | Académicos                      | Reynosa                           | 15 de marzo           | 9:00                  |
| Cachorros UANL                        | 2-2      | Dep. Universidad Michoacana     | Instalaciones de Zuazua           | 15 de marzo           | 10:00                 |
| Necaxa B                              | 0-1      | Atlético San Luis B             | Victoria                          | 15 de marzo           | 12:00                 |
| Santos (Los Mochis)                   | 0-1      | Deportivo San Juan              | Centenario                        | 15 de marzo           | 19:00                 |
| Mineros de Fresnillo                  | 2-4      | La Piedad                       | Unidad Deportiva Minera Fresnillo | 15 de marzo           | 19:00                 |
| Celaya B                              | 1-1      | Calor                           | Complejo Deportivo Brígido Vargas | 16 de marzo           | 16:00                 |

| ZONA I                       |          |                                       |                                   |                                 |                                 |
| América Coapa                | 2-1      | Pumas Naucalpan                       | Instalaciones Club América        | 7 de marzo                      | 11:00                           |
| Titanes de Tulancingo        | 3-1      | Cuautla                               | Primero de Mayo                   | 7 de marzo                      | 15:00                           |
| Atlético Chiapas             | 2-0      | Archivo:TabascoFC.png Atlante Tabasco | Víctor Manuel Reyna               | 7 de marzo                      | 20:30                           |
| Lobos Prepa                  | 3-1      | Pioneros de Cancún                    | Olímpico de la BUAP               | 8 de marzo                      | 12:00                           |
| Deportivo Nuevo Chimalhuacán | 3-1      | Zitácuaro                             | Tepalcates                        | 8 de marzo                      | 12:00                           |
| Alebrijes de Oaxaca B        | 1-1      | Universitario Hidalguense             | Benito Juárez                     | 9 de marzo                      | 16:00                           |
| Selva Cañera                 | 2-0      | Cañoneros de Campeche                 | Mariano Matamoros                 | 9 de marzo                      | 16:00                           |
| DESCANSO                     | DESCANSO | Centro Universitario del Fútbol       | Centro Universitario del Fútbol   | Centro Universitario del Fútbol | Centro Universitario del Fútbol |
| ZONA II                      |          |                                       |                                   |                                 |                                 |
| Dep. Universidad Michoacana  | 1-2      | Santos (Los Mochis)                   | Olímpico de la UMSNH              | 21 de marzo                     | 16:00                           |
| Deportivo San Juan           | 1-2      | Celaya B                              | Antonio R. Márquez                | 21 de marzo                     | 20:00                           |
| Atlético San Luis B          | 0-0      | Académicos                            | Plan de San Luis                  | 22 de marzo                     | 16:00                           |
| Calor                        | 2-1      | Necaxa B                              | Unidad Deportiva Gómez Palacio    | 22 de marzo                     | 16:00                           |
| La Piedad                    | 1-4      | Chivas Rayadas                        | Juan Nepomuceno López             | 22 de marzo                     | 19:00                           |
| Mineros de Fresnillo         | 2-5      | Topos de Reynosa                      | Unidad Deportiva Minera Fresnillo | 22 de marzo                     | 19:00                           |
| Promesas Altamira            | 0-2      | Cachorros UANL                        | Deportivo Sur de Tamaulipas       | 23 de marzo                     | 11:00                           |

| ZONA I                                |          |                                 |                                   |                       |                       |
| Universitario Hidalguense             | 0-2      | América Coapa                   | Instalaciones de La Higa          | 14 de marzo           | 11:00                 |
| Pumas Naucalpan                       | 2-0      | Selva Cañera                    | La Cantera                        | 14 de marzo           | 12:00                 |
| Zitácuaro                             | 1-3      | Titanes de Tulancingo           | Ignacio López Rayón               | 14 de marzo           | 15:00                 |
| Cañoneros de Campeche                 | 2-3      | Lobos Prepa                     | Universitario Campeche            | 14 de marzo           | 15:00                 |
| Pioneros de Cancún                    | 4-1      | Atlético Chiapas                | Cancún 86                         | 14 de marzo           | 15:00                 |
| Archivo:TabascoFC.png Atlante Tabasco | 0-3      | Deportivo Nuevo Chimalhuacán    | CAR Atlante Tabasco               | 15 de marzo           | 15:00                 |
| Cuautla                               | 0-2      | Centro Universitario del Fútbol | Isidro Gil Tapia                  | 15 de marzo           | 16:00                 |
| DESCANSO                              | DESCANSO | Alebrijes de Oaxaca B           | Alebrijes de Oaxaca B             | Alebrijes de Oaxaca B | Alebrijes de Oaxaca B |
| ZONA II                               |          |                                 |                                   |                       |                       |
| Académicos                            | 1-2      | Calor                           | Alfredo "Pistache" Torres         | 28 de marzo           | 10:00                 |
| Chivas Rayadas                        | 4-1      | Mineros de Fresnillo            | Verde Valle                       | 28 de marzo           | 12:00                 |
| Topos de Reynosa                      | 0-0      | Atlético San Luis B             | Reynosa                           | 29 de marzo           | 9:00                  |
| Cachorros UANL                        | 1-0      | La Piedad                       | Instalaciones de Zuazua           | 29 de marzo           | 10:00                 |
| Necaxa B                              | 4-0      | Deportivo San Juan              | Victoria                          | 29 de marzo           | 12:00                 |
| Santos (Los Mochis)                   | 1-1      | Promesas Altamira               | Centenario                        | 29 de marzo           | 19:00                 |
| Celaya B                              | 4-1      | Dep. Universidad Michoacana     | Complejo Deportivo Brígido Vargas | 30 de marzo           | 16:00                 |

| ZONA I                          |          |                                       |                                   |               |               |
| Centro Universitario del Fútbol | 4-2      | Zitácuaro                             | Universidad del Fútbol Cancha 3   | 21 de marzo   | 11:00         |
| Titanes de Tulancingo           | 3-0      | Deportivo Nuevo Chimalhuacán          | Primero de Mayo                   | 21 de marzo   | 15:00         |
| Atlético Chiapas                | 0-1      | Cañoneros de Campeche                 | Víctor Manuel Reyna               | 21 de marzo   | 20:30         |
| Lobos Prepa                     | 2-5      | Pumas Naucalpan                       | Olímpico de la BUAP               | 22 de marzo   | 12:00         |
| Pioneros de Cancún              | 10-0     | Archivo:TabascoFC.png Atlante Tabasco | Cancún 86                         | 22 de marzo   | 15:00         |
| Alebrijes de Oaxaca B           | 2-3      | Cuautla                               | Benito Juárez                     | 23 de marzo   | 16:00         |
| Selva Cañera                    | 5-1      | Universitario Hidalguense             | Mariano Matamoros                 | 23 de marzo   | 16:00         |
| DESCANSO                        | DESCANSO | América Coapa                         | América Coapa                     | América Coapa | América Coapa |
| ZONA II                         |          |                                       |                                   |               |               |
| Chivas Rayadas                  | 2-0      | Topos de Reynosa                      | Verde Valle                       | 4 de abril    | 12:00         |
| Calor                           | 2-3      | Atlético San Luis B                   | Unidad Deportiva Gómez Palacio    | 5 de abril    | 16:00         |
| Deportivo San Juan              | 2-3      | Académicos                            | Antonio R. Márquez                | 5 de abril    | 17:00         |
| La Piedad                       | 0-2      | Santos (Los Mochis)                   | Juan Nepomuceno López             | 5 de abril    | 19:00         |
| Mineros de Fresnillo            | 2-1      | Cachorros UANL                        | Unidad Deportiva Minera Fresnillo | 5 de abril    | 19:00         |
| Promesas Altamira               | 1-0      | Celaya B                              | Deportivo Sur de Tamaulipas       | 6 de abril    | 11:00         |
| Dep. Universidad Michoacana     | 0-3      | Necaxa B                              | Olímpico de la UMSNH              | 10 de abril   | 12:00         |

| ZONA I                                |          |                                 |                                   |              |              |
| Pumas Naucalpan                       | 3-2      | Atlético Chiapas                | La Cantera                        | 28 de marzo  | 12:00        |
| Deportivo Nuevo Chimalhuacán          | 2-5      | Centro Universitario del Fútbol | Tepalcates                        | 29 de marzo  | 12:00        |
| Zitácuaro                             | 2-1      | Alebrijes de Oaxaca B           | Ignacio López Rayón               | 29 de marzo  | 15:00        |
| Cañoneros de Campeche                 | 0-0      | Pioneros de Cancún              | Universitario Campeche            | 29 de marzo  | 15:00        |
| Archivo:TabascoFC.png Atlante Tabasco | 1-5      | Titanes de Tulancingo           | CAR Atlante Tabasco               | 30 de marzo  | 15:00        |
| Cuautla                               | 0-3      | América Coapa                   | Isidro Gil Tapia                  |              | 16:00        |
| Universitario Hidalguense             | 0-3      | Lobos Prepa                     | Instalaciones de La Higa          | 7 de abril   | 11:00        |
| DESCANSO                              | DESCANSO | Selva Cañera                    | Selva Cañera                      | Selva Cañera | Selva Cañera |
| ZONA II                               |          |                                 |                                   |              |              |
| Cachorros UANL                        | 2-3      | Chivas Rayadas                  | Instalaciones de Zuazua           | 11 de abril  | 10:00        |
| Académicos                            | 2-2      | Dep. Universidad Michoacana     | Alfredo "Pistache" Torres         | 11 de abril  | 10:00        |
| Necaxa B                              | 5-0      | Promesas Altamira               | Victoria                          | 12 de abril  | 12:00        |
| Atlético San Luis B                   | 2-0      | Deportivo San Juan              | Plan de San Luis                  | 12 de abril  | 16:00        |
| Calor                                 | 1-1      | Topos de Reynosa                | Unidad Deportiva Gómez Palacio    | 12 de abril  | 16:00        |
| Santos (Los Mochis)                   | 1-0      | Mineros de Fresnillo            | Centenario                        | 12 de abril  | 19:00        |
| Celaya B                              | 1-4      | La Piedad                       | Complejo Deportivo Brígido Vargas | 13 de abril  | 16:00        |

| ZONA I                          |          |                                       |                                   |             |             |
| América Coapa                   | 2-3      | Zitácuaro                             | Instalaciones Club América        | 4 de abril  | 11:00       |
| Centro Universitario del Fútbol | 2-4      | Titanes de Tulancingo                 | Universidad del Fútbol Cancha 3   | 4 de abril  | 11:00       |
| Atlético Chiapas                | 3-2      | Universitario Hidalguense             | Víctor Manuel Reyna               | 4 de abril  | 20:30       |
| Pioneros de Cancún              | 2-0      | Pumas Naucalpan                       | Cancún 86                         | 5 de abril  | 15:00       |
| Cañoneros de Campeche           | 3-0      | Archivo:TabascoFC.png Atlante Tabasco | Universitario Campeche            | 5 de abril  | 15:00       |
| Alebrijes de Oaxaca B           | 2-0      | Deportivo Nuevo Chimalhuacán          | Benito Juárez                     | 6 de abril  | 16:00       |
| Selva Cañera                    | 1-4      | Cuautla                               | Mariano Matamoros                 | 6 de abril  | 16:00       |
| DESCANSO                        | DESCANSO | Lobos Prepa                           | Lobos Prepa                       | Lobos Prepa | Lobos Prepa |
| ZONA II                         |          |                                       |                                   |             |             |
| Chivas Rayadas                  | 1-2      | Santos (Los Mochis)                   | Verde Valle                       | 19 de abril | 16:00       |
| Deportivo San Juan              | 2-1      | Calor                                 | Antonio R. Márquez                | 19 de abril | 16:00       |
| Topos de Reynosa                | 1-1      | Cachorros UANL                        | Reynosa                           | 19 de abril | 16:00       |
| Mineros de Fresnillo            | 1-4      | Celaya B                              | Unidad Deportiva Minera Fresnillo | 19 de abril | 16:00       |
| La Piedad                       | 1-1      | Necaxa B                              | Juan Nepomuceno López             | 19 de abril | 16:00       |
| Promesas Altamira               | 0-2      | Académicos                            | Deportivo Sur de Tamaulipas       | 19 de abril | 16:00       |
| Dep. Universidad Michoacana     | 0-2      | Atlético San Luis B                   | Olímpico de la UMSNH              | 19 de abril | 16:00       |

| ZONA I                          |          |                                       |                                 |                  |                  |
| Centro Universitario del Fútbol | 10-1     | Archivo:TabascoFC.png Atlante Tabasco | Universidad del Fútbol Cancha 3 | 11 de abril      | 11:00            |
| Universitario Hidalguense       | 2-2      | Pioneros de Cancún                    | Instalaciones de La Higa        | 11 de abril      | 11:00            |
| Pumas Naucalpan                 | 1-0      | Cañoneros de Campeche                 | La Cantera                      | 11 de abril      | 12:00            |
| Titanes de Tulancingo           | 0-1      | Alebrijes de Oaxaca B                 | Primero de Mayo                 | 11 de abril      | 15:00            |
| Deportivo Nuevo Chimalhuacán    | 1-2      | América Coapa                         | Tepalcates                      | 12 de abril      | 12:00            |
| Zitácuaro                       | 0-1      | Selva Cañera                          | Ignacio López Rayón             | 12 de abril      | 15:00            |
| Cuautla                         | 2-1      | Lobos Prepa                           | Isidro Gil Tapia                | 12 de abril      | 16:00            |
| DESCANSO                        | DESCANSO | Atlético Chiapas                      | Atlético Chiapas                | Atlético Chiapas | Atlético Chiapas |

| ZONA I                                |          |                                 |                            |                    |                    |
| América Coapa                         | 1-1      | Titanes de Tulancingo           | Instalaciones Club América | 19 de abril        | 16:00              |
| Lobos Prepa                           | 5-1      | Zitácuaro                       | Olímpico de la BUAP        | 19 de abril        | 16:00              |
| Alebrijes de Oaxaca B                 | 2-1      | Centro Universitario del Fútbol | Benito Juárez              | 19 de abril        | 16:00              |
| Atlético Chiapas                      | 1-2      | Cuautla                         | Víctor Manuel Reyna        | 19 de abril        | 16:00              |
| Cañoneros de Campeche                 | 1-0      | Universitario Hidalguense       | Universitario Campeche     | 19 de abril        | 16:00              |
| Archivo:TabascoFC.png Atlante Tabasco | 1-2      | Pumas Naucalpan                 | CAR Atlante Tabasco        | 19 de abril        | 16:00              |
| Selva Cañera                          | 1-0      | Deportivo Nuevo Chimalhuacán    | Mariano Matamoros          | 19 de abril        | 16:00              |
| DESCANSO                              | DESCANSO | Pioneros de Cancún              | Pioneros de Cancún         | Pioneros de Cancún | Pioneros de Cancún |

## Tabla de promedios
| Posición | Equipo                         | Puntos | Juegos | Cociente |
| -------- | ------------------------------ | ------ | ------ | -------- |
| 1        | Chivas Rayadas                 | 61     | 23     | 2.6522   |
| 2        | America Coapa                  | 60     | 25     | 2.4000   |
| 3        | Académicos de Atlas            | 53     | 23     | 2.3043   |
| 4        | Pioneros de Cancún             | 57     | 26     | 2.1923   |
| 5        | Atlético San Luis B            | 48     | 23     | 2.0870   |
| 6        | Titanes de Tulancingo          | 50     | 25     | 2.0000   |
| 7        | Calor de San Pedro             | 45     | 23     | 1.9565   |
| 8        | Selva Cañera                   | 48     | 25     | 1.9200   |
| 9        | Pumas Naucalpan                | 47     | 25     | 1.8800   |
| 10       | Centro Universitario de Fútbol | 46     | 25     | 1.8400   |
| 11       | Deportivo San Juan             | 42     | 23     | 1.8261   |
| 12       | Cuautla                        | 45     | 25     | 1.8000   |
| 13       | Garzas U.A Hidalgo             | 36     | 24     | 1.5000   |
| 14       | Cañoneros de Campeche          | 37     | 25     | 1.4800   |
| 15       | Deportivo Nuevo Chimalhuacán   | 37     | 25     | 1.4800   |
| 16       | Santos los Mochis              | 34     | 23     | 1.4783   |
| 17       | Promesas de Altamira           | 31     | 23     | 1.3478   |
| 18       | Atlético Chiapas               | 35     | 26     | 1.3462   |
| 19       | Necaxa B                       | 30     | 23     | 1.3043   |
| 20       | La Piedad                      | 29     | 23     | 1.2609   |
| 21       | Deportivo Michoacana S.N.H     | 28     | 23     | 1.2174   |
| 22       | Lobos Prepa                    | 29     | 25     | 1.1600   |
| 23       | Celaya B                       | 26     | 23     | 1.1304   |
| 24       | Cachorros UANL                 | 25     | 23     | 1.0870   |
| 25       | Alebrijes B                    | 26     | 25     | 1.0400   |
| 26       | Potros Zitácuaro               | 18     | 25     | 0.7200   |
| 27       | Mineros de Fresnillo           | 14     | 23     | 0.6087   |
| 28       | Topos de Reynosa               | 11     | 23     | 0.4783   |
| 29       | Atlante Tabasco                | 4      | 25     | 0.1600   |

     Desciende a la Tercera División.

## Máximos goleadores
Lista con los máximos goleadores de Liga de Nuevos Talentos, de acuerdo con los datos oficiales de la Segunda División de México.
| Ricardo Álvarez                           | Centro Universitario del Fútbol | 19 |
| Edgar Jiménez                             | Titanes de Tulancingo           | 11 |
| Jesús Martín Caballero                    | Potros Zitácuaro                | 10 |
| Carlos Cauich                             | Pioneros de Cancún              | 9  |
| Jesús Gallardo                            | Pumas Naucalpan                 | 9  |
| Ángel de Jesús Manzo                      | Reboceros de la Piedad          | 9  |
| Luis Alberto Márquez                      | Chivas Rayadas                  | 9  |
| Hugo Navarro                              | Pioneros de Cancún              | 9  |
| Última actualización: 21 de abril de 2014 |                                 |    |

| \| Jugador \| Equipo \| \| \| ---------------------- \| ------------------------------- \| - \| \| Josué de Jesús Bustos \| Selva Cañera \| 8 \| \| Octavio Ordáz \| Centro Universitario del Fútbol \| 7 \| \| Carlos Naranjos \| Chivas Rayadas \| 7 \| \| Carlos Licona \| Lobos Prepa \| 6 \| \| Samuel Ramírez \| Mineros de Fresnillo \| 6 \| \| Efraín Torres \| Atlético San Luis B \| 6 \| \| Oscar Medina \| Alebrijes B \| 6 \| \| Gustavo Guillén \| Lobos Prepa \| 5 \| \| Luis Fernando López \| Necaxa B \| 5 \| \| Daniel Armando Ríos \| Chivas Rayadas \| 5 \| \| Oscar Yair Rodríguez \| Club Deportivo Cuautla \| 5 \| \| Antonio Torres Ramírez \| Deportivo San Juan \| 5 \| |                                 |       |
| Jugador | Equipo                          | Goles |
| Josué de Jesús Bustos | Selva Cañera                    | 8     |
| Octavio Ordáz | Centro Universitario del Fútbol | 7     |
| Carlos Naranjos | Chivas Rayadas                  | 7     |
| Carlos Licona | Lobos Prepa                     | 6     |
| Samuel Ramírez | Mineros de Fresnillo            | 6     |
| Efraín Torres | Atlético San Luis B             | 6     |
| Oscar Medina | Alebrijes B                     | 6     |
| Gustavo Guillén | Lobos Prepa                     | 5     |
| Luis Fernando López | Necaxa B                        | 5     |
| Daniel Armando Ríos | Chivas Rayadas                  | 5     |
| Oscar Yair Rodríguez | Club Deportivo Cuautla          | 5     |
| Antonio Torres Ramírez | Deportivo San Juan              | 5     |

## Liguillas

### Liguilla de Ascenso
|  | Cuartos de final                              | Cuartos de final                              | Cuartos de final                              |   |              | Semifinales                          | Semifinales                          | Semifinales                          |  |  | Final                            | Final                            | Final                            |
|  | 26/27 de abril (IDA) al 2/3 (VUELTA) de mayo. | 26/27 de abril (IDA) al 2/3 (VUELTA) de mayo. | 26/27 de abril (IDA) al 2/3 (VUELTA) de mayo. |   |              | 7/8 (IDA) al 10/11 (VUELTA) de mayo. | 7/8 (IDA) al 10/11 (VUELTA) de mayo. | 7/8 (IDA) al 10/11 (VUELTA) de mayo. |  |  | 14 (IDA) al 17 (VUELTA) de mayo. | 14 (IDA) al 17 (VUELTA) de mayo. | 14 (IDA) al 17 (VUELTA) de mayo. |
|  |                                               |                                               |                                               |   |              |                                      |                                      |                                      |  |  |                                  |                                  |                                  |
|  | Selva Cañera                                  | 2                                             | 2                                             |   |              |                                      |                                      |                                      |  |  |                                  |                                  |                                  |
|  | Deportivo San Juan                            | 3                                             | 1                                             |   |              |                                      |                                      |                                      |  |  |                                  |                                  |                                  |
|  | Deportivo San Juan                            | 3                                             | 1                                             |   | Selva Cañera | 1                                    | 3                                    |                                      |  |  |                                  |                                  |                                  |
|  |                                               |                                               |                                               |   | Selva Cañera | 1                                    | 3                                    |                                      |  |  |                                  |                                  |                                  |
|  |                                               | Santos (Los Mochis)                           | 0                                             | 0 |              |                                      |                                      |                                      |  |  |                                  |                                  |                                  |
|  | Titanes                                       | Santos (Los Mochis)                           | 0                                             | 0 | 0            | 0                                    |                                      |                                      |  |  |                                  |                                  |                                  |
|  | Titanes                                       |                                               |                                               |   | 0            | 0                                    |                                      |                                      |  |  |                                  |                                  |                                  |
|  | Santos (Los Mochis)                           | 4                                             | 3                                             |   |              |                                      |                                      |                                      |  |  |                                  |                                  |                                  |
|  |                                               |                                               |                                               |   |              |                                      |                                      |                                      |  |  | Selva Cañera                     | 2                                | 5                                |
|  |                                               |                                               | Atlético San Luis                             | 2 | 1            |                                      |                                      |                                      |  |  |                                  |                                  |                                  |
|  | Cuautla                                       | 0                                             | 1                                             |   |              |                                      |                                      |                                      |  |  |                                  |                                  |                                  |
|  | Atlético San Luis                             | 3                                             | 1                                             |   |              |                                      |                                      |                                      |  |  |                                  |                                  |                                  |
|  | Atlético San Luis                             | 3                                             | 1                                             |   | Pioneros     | 0                                    | 2                                    |                                      |  |  |                                  |                                  |                                  |
|  |                                               |                                               |                                               |   | Pioneros     | 0                                    | 2                                    |                                      |  |  |                                  |                                  |                                  |
|  |                                               | Atlético San Luis                             | 3                                             | 1 |              |                                      |                                      |                                      |  |  |                                  |                                  |                                  |
|  | Pioneros                                      | Atlético San Luis                             | 3                                             | 1 | 2            | 2                                    |                                      |                                      |  |  |                                  |                                  |                                  |
|  | Pioneros                                      |                                               |                                               |   | 2            | 2                                    |                                      |                                      |  |  |                                  |                                  |                                  |
|  | Calor                                         | 1                                             | 0                                             |   |              |                                      |                                      |                                      |  |  |                                  |                                  |                                  |

- Nota: En cada llave, el equipo ubicado en la primera línea es el que ejerce la localía en el partido de vuelta.

#### Cuartos de final
| 27 de abril, 20:00 | Deportivo San Juan                                | 3:2     | Selva Cañera               | Estadio Antonio R. Márquez, San Juan de los Lagos |                              |
|                    | A. Torres 63' · J. Valdespino 69' · J. García 72' | Reporte | R. Vega 3' · J. Bustos 70' | Asistencia: 200 espectadores                      | Asistencia: 200 espectadores |

| 4 de mayo, 16:00                                                                                              | Selva Cañera                   | 2:1     | Deportivo San Juan | Estadio Mariano Matamoros, Xochitepec |                              |
| | J. Moncada 41' · J. Moreno 64' | Reporte | J. Valdespino 36'  | Asistencia: 300 espectadores          | Asistencia: 300 espectadores |
| Pese a empatar en el marcador global 4-4, Selva Cañera avanza a semifinales por su mejor posición en la tabla |                                |         |                    |                                       |                              |

| 26 de abril, 19:00 | Santos Los Mochis                                | 4:0     | Titanes | Estadio Centenario, Los Mochis |                                |
|                    | G. Moreno 5', 42' · M. Aguirre 59' · C. Ruiz 77' | Reporte |         | Asistencia: 1,000 espectadores | Asistencia: 1,000 espectadores |

| 4 de mayo, 12:00                                                   | Titanes | 0:3     | Santos Los Mochis                                   | Estadio Primero de Mayo, Tulancingo |                              |
|                                                                    |         | Reporte | J. Mariscal 36' · C. Ruiz 51' · H. López 71' (a.g.) | Asistencia: 500 espectadores        | Asistencia: 500 espectadores |
| Con marcador global de 7-0, Santos Los Mochis avanza a semifinales |         |         |                                                     |                                     |                              |

| 26 de abril, 16:00 | Atlético San Luis                           | 3:0     | Cuautla | Estadio Plan de San Luis, San Luis Potosí |                                |
|                    | E. Lara 12' · J. Medina 81' · E. Torres 86' | Reporte |         | Asistencia: 2,000 espectadores            | Asistencia: 2,000 espectadores |

| 4 de mayo, 16:00                                                   | Cuautla        | 1:1     | Atlético San Luis | Estadio Isidro Gil Tapia, Cuautla |                              |
|                                                                    | C. Abundez 91' | Reporte | E. Torres 8'      | Asistencia: 500 espectadores      | Asistencia: 500 espectadores |
| Con marcador global de 4-1, Atlético San Luis avanza a semifinales |                |         |                   |                                   |                              |

| 26 de abril, 16:00 | Calor       | 1:2     | Pioneros                        | Unidad Deportiva Gómez Palacio, Gómez Palacio |                              |
|                    | S. Gómez 9' | Reporte | C. Cauich 12' · J. Pastrana 55' | Asistencia: 100 espectadores                  | Asistencia: 100 espectadores |

| 3 de mayo, 16:00                                          | Pioneros                       | 2:0     | Calor | Estadio Cancún 86, Cancún      |                                |
|                                                           | C. Cauich 23' · H. Navarro 32' | Reporte |       | Asistencia: 1,300 espectadores | Asistencia: 1,300 espectadores |
| Con marcador global de 4-1, Pioneros avanza a semifinales |                                |         |       |                                |                                |

#### Semifinales
| 8 de mayo, 19:00 | Santos Los Mochis | 0:1     | Selva Cañera     | Estadio Centenario, Los Mochis |                                |
|                  |                   | Reporte | Z. Velázquez 84' | Asistencia: 2,000 espectadores | Asistencia: 2,000 espectadores |

| 11 de mayo, 16:00                                          | Selva Cañera                                   | 3:0     | Santos Los Mochis | Estadio Mariano Matamoros, Xochitepec |                                |
|                                                            | J. Bustos 12' · J. Moncada 61' · J. Moreno 81' | Reporte |                   | Asistencia: 1,500 espectadores        | Asistencia: 1,500 espectadores |
| Con marcador global de 4-0, Selva Cañera avanza a la final |                                                |         |                   |                                       |                                |

| 7 de mayo, 17:00 | Atlético San Luis       | 3:0     | Pioneros | Estadio Plan de San Luis, San Luis Potosí |                                |
|                  | E. Torres 22', 32', 70' | Reporte |          | Asistencia: 1,500 espectadores            | Asistencia: 1,500 espectadores |

| 10 de mayo, 16:00                                               | Pioneros           | 2:1     | Atlético San Luis | Estadio Cancún 86, Cancún      |                                |
|                                                                 | C. Cauich 56', 81' | Reporte | E. Zárate 16'     | Asistencia: 4,000 espectadores | Asistencia: 4,000 espectadores |
| Con marcador global de 4-2, Atlético San Luis avanza a la final |                    |         |                   |                                |                                |

#### Final
| 15 de mayo, 17:00 | Atlético San Luis | 2:2     | Selva Cañera                   | Estadio Plan de San Luis, San Luis Potosí |                                |
|                   | E. Torres 7', 72' | Reporte | J. Moreno 83' · A. Collazo 90' | Asistencia: 8,000 espectadores            | Asistencia: 8,000 espectadores |

| 18 de mayo, 16:00                                                            | Selva Cañera                                                   | 5:1     | Atlético San Luis | Estadio Mariano Matamoros, Xochitepec |                                |
|                                                                              | J. Bustos 1', 9', 37' · V. Guerrero 23' (a.g.) · J. Moreno 75' | Reporte | E. Torres 81'     | Asistencia: 5,500 espectadores        | Asistencia: 5,500 espectadores |
| Con marcador global de 7-3, Selva Cañera es campeón del Torneo Clausura 2014 |                                                                |         |                   |                                       |                                |

|                                 |
| Selva Cañera Campeón 1º título. |

### Liguilla de Copa
|  | Cuartos de final                              | Cuartos de final                              | Cuartos de final                              |   |                | Semifinales                          | Semifinales                          | Semifinales                          |  |  | Final                            | Final                            | Final                            |
|  | 26/27 de abril (IDA) al 2/3 (VUELTA) de mayo. | 26/27 de abril (IDA) al 2/3 (VUELTA) de mayo. | 26/27 de abril (IDA) al 2/3 (VUELTA) de mayo. |   |                | 7/8 (IDA) al 10/11 (VUELTA) de mayo. | 7/8 (IDA) al 10/11 (VUELTA) de mayo. | 7/8 (IDA) al 10/11 (VUELTA) de mayo. |  |  | 14 (IDA) al 17 (VUELTA) de mayo. | 14 (IDA) al 17 (VUELTA) de mayo. | 14 (IDA) al 17 (VUELTA) de mayo. |
|  |                                               |                                               |                                               |   |                |                                      |                                      |                                      |  |  |                                  |                                  |                                  |
|  | Chivas Rayadas                                | 2                                             | 0                                             |   |                |                                      |                                      |                                      |  |  |                                  |                                  |                                  |
|  | Celaya                                        | 0                                             | 0                                             |   |                |                                      |                                      |                                      |  |  |                                  |                                  |                                  |
|  | Celaya                                        | 0                                             | 0                                             |   | Chivas Rayadas | 2                                    | 3                                    |                                      |  |  |                                  |                                  |                                  |
|  |                                               |                                               |                                               |   | Chivas Rayadas | 2                                    | 3                                    |                                      |  |  |                                  |                                  |                                  |
|  |                                               | Lobos Prepa                                   | 0                                             | 2 |                |                                      |                                      |                                      |  |  |                                  |                                  |                                  |
|  | Pumas Naucalpan                               | Lobos Prepa                                   | 0                                             | 2 | 1              | 0                                    |                                      |                                      |  |  |                                  |                                  |                                  |
|  | Pumas Naucalpan                               |                                               |                                               |   | 1              | 0                                    |                                      |                                      |  |  |                                  |                                  |                                  |
|  | Lobos Prepa                                   | 3                                             | 1                                             |   |                |                                      |                                      |                                      |  |  |                                  |                                  |                                  |
|  |                                               |                                               |                                               |   |                |                                      |                                      |                                      |  |  | Chivas Rayadas                   | 0                                | 2                                |
|  |                                               |                                               | Académicos                                    | 0 | 1              |                                      |                                      |                                      |  |  |                                  |                                  |                                  |
|  | América Coapa                                 | 1                                             | 4                                             |   |                |                                      |                                      |                                      |  |  |                                  |                                  |                                  |
|  | Centro Universitario del Fútbol               | 0                                             | 0                                             |   |                |                                      |                                      |                                      |  |  |                                  |                                  |                                  |
|  | Centro Universitario del Fútbol               | 0                                             | 0                                             |   | Académicos     | 1                                    | 1                                    |                                      |  |  |                                  |                                  |                                  |
|  |                                               |                                               |                                               |   | Académicos     | 1                                    | 1                                    |                                      |  |  |                                  |                                  |                                  |
|  |                                               | América Coapa                                 | 0                                             | 0 |                |                                      |                                      |                                      |  |  |                                  |                                  |                                  |
|  | Académicos                                    | América Coapa                                 | 0                                             | 0 | 3              | 2                                    |                                      |                                      |  |  |                                  |                                  |                                  |
|  | Académicos                                    |                                               |                                               |   | 3              | 2                                    |                                      |                                      |  |  |                                  |                                  |                                  |
|  | Necaxa                                        | 0                                             | 1                                             |   |                |                                      |                                      |                                      |  |  |                                  |                                  |                                  |

- Nota: En cada llave, el equipo ubicado en la primera línea es el que ejerce la localía en el partido de vuelta.
- Nota: Celaya quedó fuera sin jugar el de Vuelta debido a una Alineación Indebida, el reglamento marca que pierden por default 3-0 así clasificando Chivas Rayadas a Semifinales.

|                                   |
| Chivas Rayadas Campeón 2º título. |

- Chivas Rayadas se convirtieron en el campeón de Campeones en Automático, al ganar las 2 ediciones, el Apertura 2013 y el Clausura 2014.